# Chiesa di San Simone e dell'Immacolata Concezione

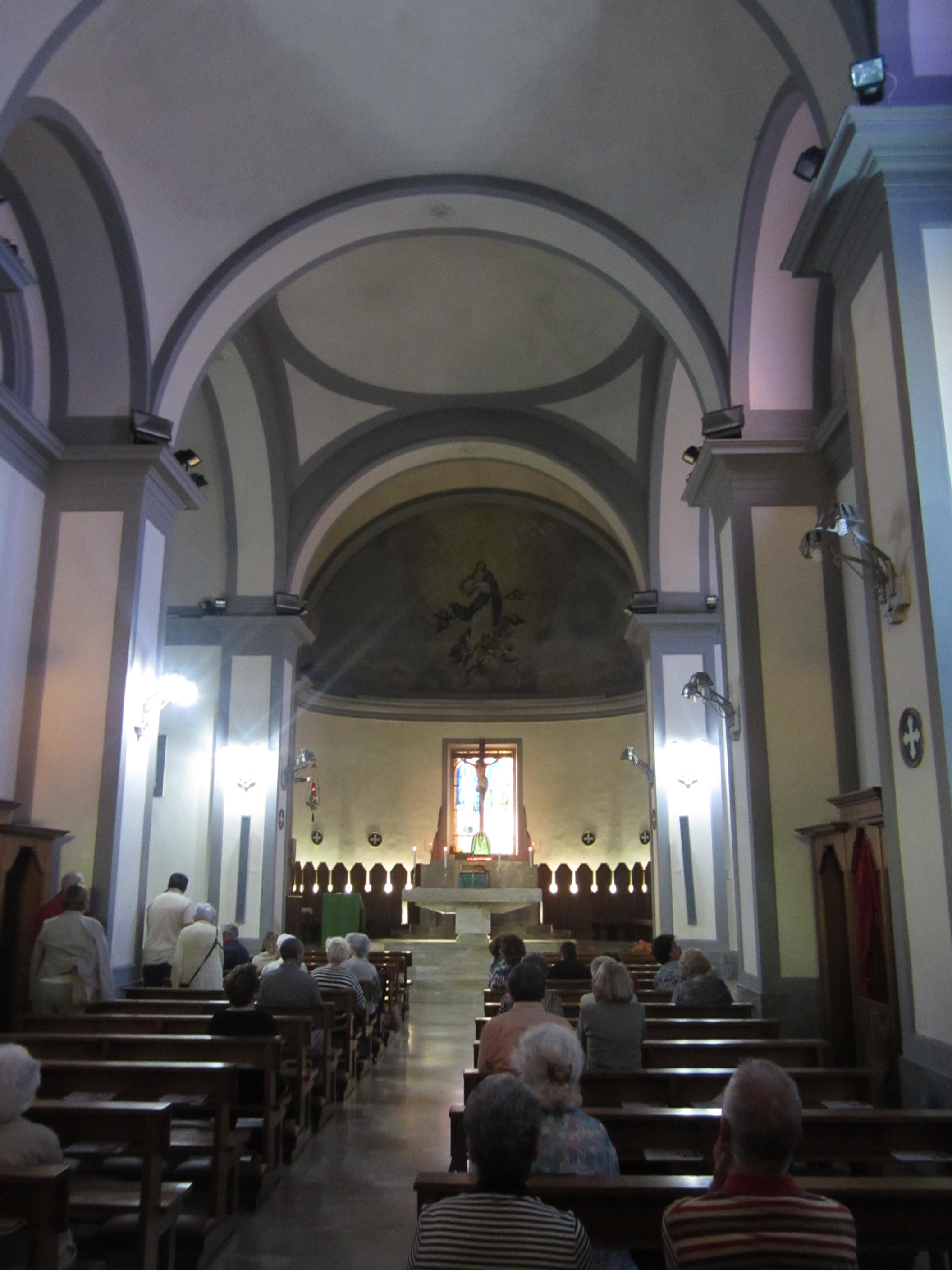
Interno della chiesa

La chiesa di San Simone e dell'Immacolata Concezione si trova a Livorno, nel quartiere di Ardenza.

## Storia
Nei primi anni del XIX secolo l'abitato di Ardenza andò incontro ad un rapido sviluppo, che coincise con la realizzazione della nuova passeggiata a mare e di alcuni stabilimenti balneari che ebbero come conseguenza un rapido popolamento costituito dal ceto medio-alto della città e da stranieri.
Per questo la curia livornese decise di realizzarvi una chiesa, grazie soprattutto all'interessamento di Simone Bini,  proprietario terriero della zona, che fornì il terreno, i materiali per la costruzione e un'ingente somma di denaro (mille scudi fiorentini). Nel 1835 il Bini propose al curato di San Jacopo, Ilario Vasetti di erigere una cappella all'Ardenza. Il vescovo, mons. Raffaele Cubbe, consigliò invece la costruzione di una chiesa da poter adibire successivamente in parrocchia.
La prima pietra venne posta il 9 febbraio 1837, il giorno dopo le Ceneri, dallo stesso vescovo e l'inaugurazione si tenne ufficialmente nel 1839, quando fu intitolata all'Immacolata Concezione e a San Simone apostolo, proprio in onore del Bini (alla "Vergine Maria Concetta senza macchia originale ed il contitolare del glorioso apostolo San Simone").
Terminata il 10 febbraio 1838 con la copertura del tetto, rimase tuttavia chiusa per mancanza di fondi, finché con la donazione di 308 lire toscane di Susanna Malanima Delaurens venne eretto l'altare di San Giuseppe e di San Filomena Martire (sul lato sinistro dell'ingresso). Terminati i lavori il 6 aprile, il 15 aprile 1838 vi fu celebrata, in occasione della Pasqua, la prima messa.
Con un'ulteriore e più cospicua elargizione del granduca furono costruiti l'altare maggiore, la sacrestia e l'altare della Madonna (lato destro) ed il 31 agosto 1839 vi fu celebrata dal vescovo la messa inaugurale con celebrazione della cresima. Primo parroco fu il sacerdote Ilario Vasetti, qui sepolto ai piedi dell'altare maggiore nel 1858. 
Il benefattore, Simone Bini, era stato sepolto nella cappellina al lato dell'altare della Madonna nel 1849.
Successivamente l'edificio fu ampliato ad opera del municipio per mettere in linea il corpo della chiesa con l'adiacente canonica; i lavori furono diretti dall'ingegner Matteini a partire dal novembre 1854 e terminarono nel 1857.
La canonica, pressoché terminata intorno al 1856, mostra evidenti analogie con il progetto redatto alcuni anni prima dall'architetto Alessandro Gherardesca, il quale aveva anche presentato alcune proposte per la costruzione dell'attiguo cimitero (poi dismesso e trasferito lontano dal centro abitato).
Il campanile fu realizzato solo all'inizio del Novecento.
Nel 1917 l'edificio ebbe riparazioni straordinarie a causa di una tromba marina che sfondando il tetto devastò l'interno con danni per oltre 3.000 lire. 
Il 28 agosto 1932 il parroco don Francesco Olivari pose in chiesa un inginocchiatoio per la raccolta delle offerte per l'acqisto di un nuovo altare maggiore in marmo con un tabernacolo con porticina argentea.
Il 13 agosto 1933 vi fu posto un nuovo altare progettato da don Giulio Melani, pievano di Antignano, mentre il tabernacolo è di Mario Disegni, e consacrato da Giovanni Piccioni, vescovo di Livorno dal 1921 al 1959. 
Nel Venerdì Santo del 1939, su richiesta  dei Piccoli Rosarianti dell'Ardenza, in occasione del centenario della chiesa, un grande crocifisso ligneo venne installato alle spalle dell'altare maggiore.
Nel 1972, con la nuova liturgia postconciliare, fu sostituito l'altare maggiore e stesa una nuova pavimentazione.

## Descrizione
La chiesa di San Simone presenta una facciata assai semplice, caratterizzata da un portale sormontato, nel registro superiore, da una finestra cieca semicircolare ove è posta una statua dell'Immacolata; un frontone neoclassico delimita la parte superiore del prospetto.
Caratteristica è la forma irregolare dell'edificio, dovuta al successivo allineamento della facciata con la canonica; l'interno è a croce latina, con una serie di eleganti volte a vela che si concludono nell'abside semicircolare. L'altare maggiore è sovrastato da un mediocre affresco dell'Assunta, in parte danneggiato da infiltrazioni piovane; nei bracci laterali trovano posto gli altari di San Giuseppe, di Santa Filomena martire e della Madonna.
Sopra l'ingresso si trova una tribuna dove è collocato l'organo. Le parti esterne in pietra sono realizzate in "panchina livornese" come molti edifici coevi della città.